# 沈立 (宋朝)
沈立（1007年—1078年），字立之，曆陽（今安徽和縣）人，北宋官員。

## 生平
祖父沈仁谅始定居历阳。早孤，由母亲养大。宋仁宗天聖八年王拱辰榜進士，历任桐城尉，畿县主薄，有政绩。通判寿州。簽書益州判官，提舉澶州商胡埽（今河南濮阳东北），累官屯田员外郎，慶曆八年（1048年），商胡埽當地黄河決堤，沈立實地考察六塔河及北流河口，並上報朝廷。嘉祐年間，为两浙转运使。歷官淮南轉運副使，京西北路轉運使、右諫議大夫。熙宁三年（1070年），知越州。熙宁四年（1071年）正月，任杭州太守。熙宁五年（1072年），改任右谏议大夫，上《新修审官西院敕》十卷，得皇恩赏赐银绢。熙宁六年，任建康太守。再任右谏议大夫。晚年徙宣州，提举崇禧观。元丰元年（1078年）去世。善於治河，著有《河防通議》一書，是中國論述河工技術的最早著作。

## 延伸阅读
[在维基数据编辑]
 《宋史/卷333》，出自脱脱《宋史》